# Sparisoma rubripinne
 Sparisoma rubripinne és una espècie de peix de la família dels escàrids i de l'ordre dels perciformes.

## Morfologia
Els mascles poden assolir els 47,8 cm de longitud total.

## Distribució geogràfica
Es troba a l'Atlàntic occidental (des de Massachusetts -Estats Units- i Bermuda fins a Rio de Janeiro -Brasil-, incloent-hi el Carib però absent al Golf de Mèxic) i a l'Atlàntic oriental (des del Senegal fins al golf de Guinea).